# Manny Jacinto
Manuel Luis Jacinto dit Manny Jacinto est un acteur canadien né le 19 août 1987 à Manille, aux Philippines. 
Après quelques petits rôles à la télévision, il devient célèbre en 2016 grâce à son interprétation de Jason Mendoza dans la série comique à succès The Good Place,. 
En 2018, il rejoint la distribution du film Top Gun: Maverick.

## Biographie

### Jeunesse et formation
Jacinto est né à Manille, aux Philippines. Sa famille a émigré au Canada lorsqu'il avait environ trois ans. Il a grandi à Richmond (Colombie-Britannique). Durant sa jeunesse Jacinto a joué au baseball et au basket-ball. Il a été scolarisé au Vancouver College (en), un lycée de garçons catholique,.
Il détient un diplôme de génie civil de l'université de la Colombie-Britannique.

### Carrière

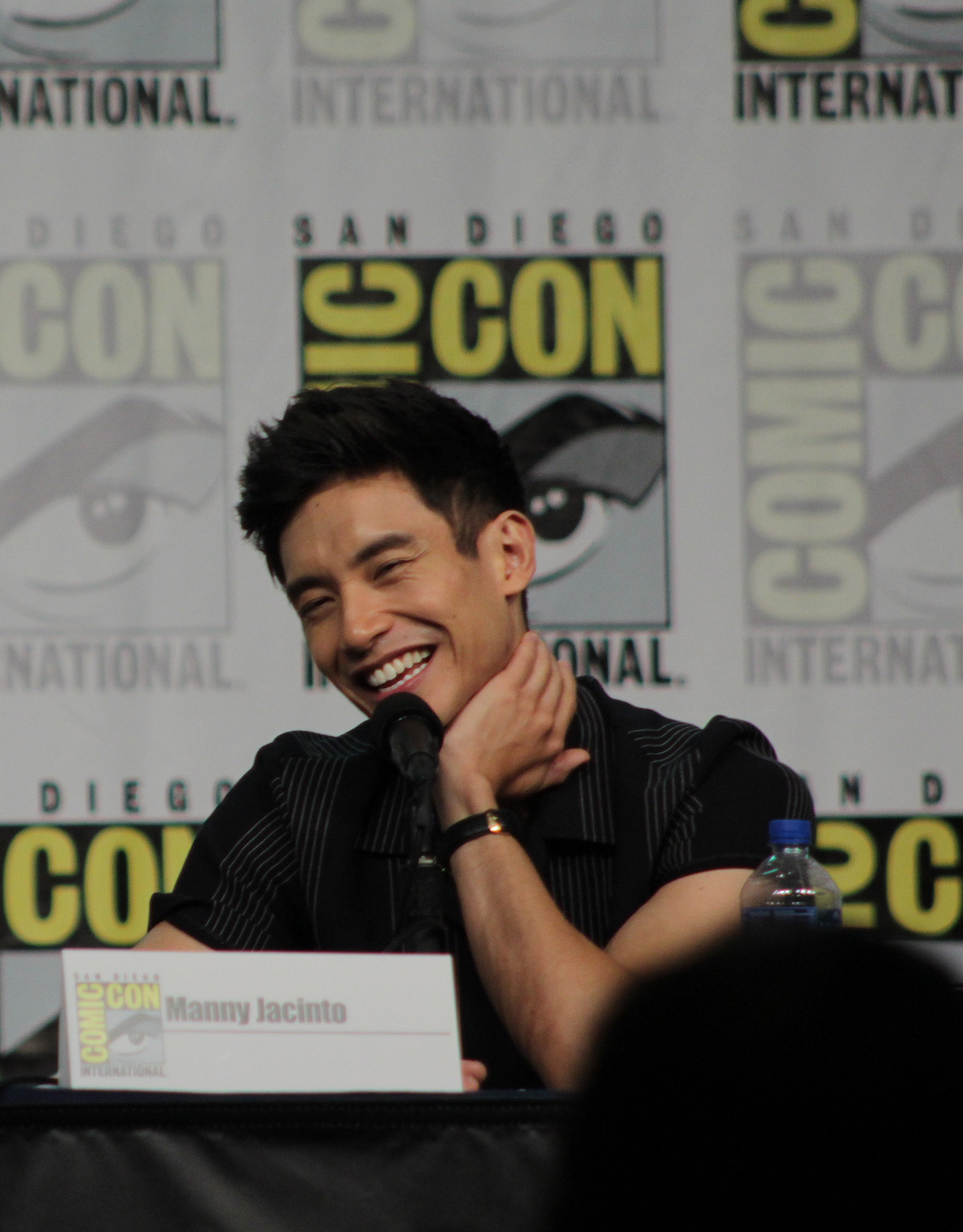
En 2019, lors de la convention de fans Comic-Con de San Diego, pour la promotion de The Good Place.

Jacinto a pris part à des compétitions de danse hip-hop alors qu'il effectuait un stage, avant de finalement se tourner vers le métier d'acteur,. Jacinto n'a pas toujours pensé qu'il deviendrait acteur mais son caractère obsessionnel a fait qu'une fois lancé dans cette voie, il s'y est consacré entièrement. En tant qu'acteur d'origine asiatique, Jacinto trouve frustrante l'absence d'autres acteurs d'origine asiatique à Vancouver, et se réjouit d'avoir trouvé une telle communauté à Los Angeles. 
Il a de petits rôles dans des séries télévisées telles que Once Upon a Time, Supernatural et iZombie.
En 2015, il est choisi pour incarner Wing Lei, le leader d'une triade dans la série canadienne d'espionnage The Romeo Section (en). Ce rôle lui vaut une nomination pour le Leo Award du meilleur acteur dans un second rôle dans une série télévisée dramatique.
En 2016, Jacinto obtient le rôle de Jianyu Li / Jason Mendosa dans la série comique The Good Place. Diffusée sur le réseau NBC, aux États-Unis et sur la plateforme Netflix, en France, la série rencontre son public et séduit la critique. En effet, la distribution, l'humour et la narration humoristique ainsi que son côté rafraîchissant et les nombreux rebondissements sont salués,,. Il se fait ainsi connaître auprès du grand public et reçoit de nombreuses critiques élogieuses pour son interprétation de Mendoza, un "adorable bêta" passionné d'EDM originaire de Jacksonville en Floride qui renverse les stéréotypes hollywoodiens sur les hommes d'origine asiatique,,,.
En septembre 2018, il rejoint le casting de la suite de Top Gun, Top Gun: Maverick, aux côtés de Tom Cruise.
En 2020, The Good Place est arrêtée à l'issue de la quatrième saison,.

## Filmographie

### Cinéma

#### Longs métrages
- 2013 : John Apple Jack de Monika Mitchell : Enfant de la rue
- 2015 : Dead Rising (Dead Rising: Watchtower) de Zach Lipovsky : Soldat dans le bureau
- 2015 : Even Lambs Have Teeth de Terry Miles : Vince
- 2016 : Peelers de Sevé Schelenz : Travis
- 2018 : Sale temps à l'hôtel El Royale (Bad Times at the El Royale) de Drew Goddard : Waring « Wade » Espiritu
- 2022 : Top Gun: Maverick de Joseph Kosinski : Fritz
- 2022 : I want you back de Jason Orley : Logan
- 2025 : Freaky Friday 2 : Encore dans la peau de ma mère (Freakier Friday) de Nisha Ganatra : Eric Davies

#### Courts métrages
- 2012 : Broken Sword: Shadow of the Blade de Brandon Arkesteyn et Pat McEleney : Kenji
- 2013 : Tele de Gabriel Adelman : Tommy
- 2013 : #Fix de Ryan Bergmann : Adam
- 2017 : Chocolate Cake de Brittney Grabill : Tim

### Télévision

#### Séries télévisées
- 2013 : Once Upon a Time : Quon (saison 2, épisode 18)
- 2013 : Supernatural : Diego (saison 8, épisode 20)
- 2013 : Untold Stories of the ER : L'agent de sécurité (saison 8, épisode 8)
- 2014 : Rogue : Bellhop (saison 2, épisode 9)
- 2014 : Rush : P.A. (saison 1, épisode 7)
- 2015 : Bates Motel : Un gars solitaire (saison 3, épisode 4)
- 2015 : iZombie : Sammy (saison 1, épisode 4)
- 2015 : Backstrom : Punk tatoué (saison 1, épisode 12)
- 2015 : Wayward Pines : L'assistant du laboratoire (saison 1, épisode 6)
- 2015 : The Romeo Section : Wing Lei (10 épisodes)
- 2016 : Roadies : Un coureur (saison 1, épisode 1)
- 2016-2020 : The Good Place : Jason Mendoza (50 épisodes)
- 2017 : Good Doctor : Bobby Ato (saison 1, épisode 10)
- 2021 : Trese : Entre deux mondes : Maliksi (voix)
- 2021 : Brand New Cherry Flavor : Code (8 épisodes)
- 2021 : Nine Perfect Strangers : Yao (8 épisodes)
- 2024 : The Acolyte : Qimir

#### Téléfilms
- 2014 : Un fan inquiétant de Vanessa Parise : l'homme sexy qui danse
- 2014 : The Unauthorized Saved by the Bell Story de Jason Lapeyre : Eric
- 2014 : L'arbre des anges de David Winning : Jamie Lang
- 2014 : Only Human de Gavin O'Connor : Kevin

## Voix françaises
- Antoine Schoumsky dans : 
  - The Good Place (série télévisée)
  - Brand New Cherry Flavor (série télévisée)
  - Nine Perfect Strangers (mini-série)
  - The Acolyte (série télévisée)

Et aussi
- Stéphane Fourreau dans Freaky Friday 2 : Encore dans la peau de ma mère

## Distinctions
Sauf indication contraire ou complémentaire, les informations mentionnées dans cette section proviennent de la base de données IMDb.

### Nominations
- Leo Awards 2016 : meilleur acteur dans un second rôle dans une série télévisée dramatique pour The Romeo Section
- Gold Derby Awards 2018 : meilleure distribution dans une série télévisée pour The Good Place[23]
- 26e cérémonie des Screen Actors Guild Awards 2020 : meilleure distribution pour une série télévisée comique dans The Good Place[23]